# Луций Пинарий Мамерцин
Вижте пояснителната страница за други личности с името Луций Пинарий Мамерцин.
Луций Пинарий Мамерцин (на латински: Lucius Pinarius Mamercinus) e политик на ранната Римска република.

## Биография
Произлиза от патрицииската фамилия Пинарии, клон Мамерцин. Вероятно е син на Луций Пинарий Мамерцин Руф (консул 472 пр.н.е.), който изработва закона lex Pinaria.
През 432 пр.н.е. Пинарий е консулски военен трибун заедно със Спурий Постумий Алб Региленсис и Луций Фурий Медулин.